# Lithobates brownorum
Lithobates brownorum är en groddjursart som först beskrevs av Sanders 1973.  Lithobates brownorum ingår i släktet Lithobates och familjen egentliga grodor. Inga underarter finns listade i Catalogue of Life.
Denna groda förekommer från sydöstra Mexiko över Guatemala, Belize och Honduras till östra Nicaragua. Den lever i låglandet och i bergstrakter upp till 1650 meter över havet. Habitatet varierar mellan skogar, gräsmarker och jordbruksmark. Exemplaren vistas vanligen vid vattendrag eller pölar. Grodynglens utveckling sker i vattnet.
Beståndet påverkas i viss mån av landskapsförändringar. Svampen Batrachochytrium dendrobatidis registrerades hos några individer men den har troligtvis ingen skadlig påverkan. IUCN listar arten som livskraftig (LC).